# Obús M101
El M101, llamado también M2A1, es un obús remolcado de 105 mm que fue utilizado por el Ejército de los Estados Unidos en todos los frentes durante la Segunda Guerra Mundial. De complexión clásica y robusta, su único defecto era su gran peso. Sin embargo, era fácil de transportar, muy preciso y extremadamente fiable: el M2A1 se usa todavía en algunos ejércitos, incluido alguno de la OTAN, más de 50 años después del cese de su producción.

## Historial de uso y servicio
Todas las cualidades del arma, junto con su amplia producción, llevaron a su adopción por muchos países después de la guerra. Su tipo de munición también se convirtió en el estándar para muchos modelos de otros países más adelante. En 1962 el sistema de designación de artillería fue cambiado y el obús M2A1 de 105 mm se convirtió en el M101A1. Siguió en servicio en la confrontación en suelo coreano y en la guerra de Vietnam. A pesar de que un modelo similar, el M102 con el que compartían las mismas funciones en combate, nunca se sustituyó totalmente al M101. Hoy en día el M101A1 ya ha sido retirado del Ejército de los Estados Unidos, aunque continúa en servicio activo con muchos países dada la abundancia de piezas para su refacción.
El Real Ejército de Canadá continuó utilizando el M2A1 como Obús C1 hasta 1997, cuando se introdujo una modificación para extender su vida útil. Ahora se cambión su designación a la de C3. Estas mejoras incluyen un cañón más largo, un freno de boca, rieles reformados, y la eliminación de las tapas del escudo. Sigue siendo el obús de artillería de uso ligero estándar en las unidades de las Fuerzas Canadienses Primarias de la Reserva. El C3 es utilizado por las unidades de la Reserva en el Parque Nacional Los Glaciares de la Columbia Británica como medio de control de los aludes de nieve. Además, el M101 ha encontrado un uso secundario en EE. UU. como un arma de control de avalanchas, siendo supervisado su uso por el Servicio Forestal de EE. UU..
Francia y Vietnam lo utilizaron durante la primera guerra de Indochina.
En México el ejército emplea obuseros M-101 asignados a sus 9 regimientos de artillería. La batería de honores "Gral. Felipe Ángeles del Heroico Colegio Militar también está dotada de este obusero.
La serie de óbuses M2/M101 también fue utilizada por la República Federativa Socialista de Yugoslavia; y aproximadamente 50 fueron heredados por Croacia, estando 4 de ellos todavía en servicio y se usan para el entrenamiento de los nuevos artilleros del Ejército croata.
Los óbuses M2/M101 todavía están en servicio en el Reserva del Ejército de Australia, aunque en pequeñas cantidades. Estos están siendo gradualmente reemplazados por los nuevos óbuses L118 y el óbus semi-pesado M198 .

## Ficha técnica
- País creador : Estados Unidos

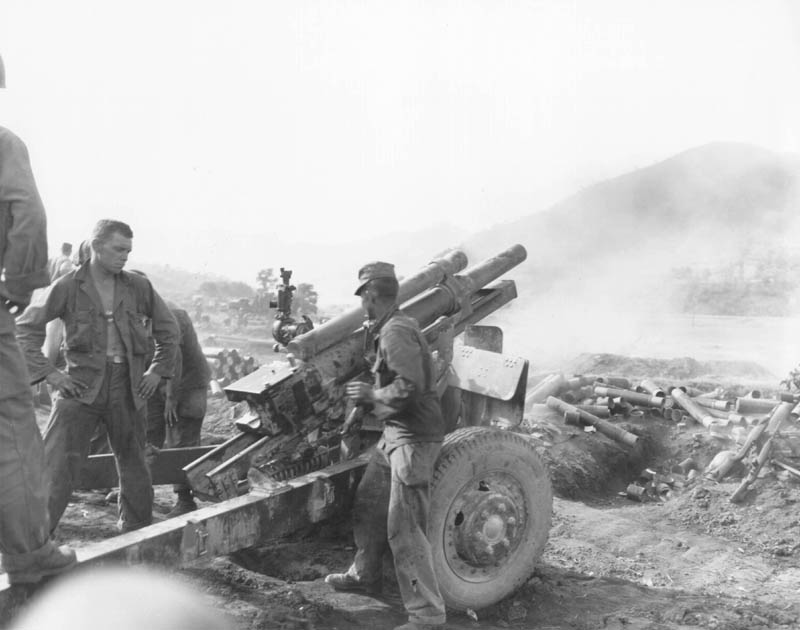
26 de julio de 1950, posición del Ejército de los Estados Unidos durante la guerra de Corea.

- Denominación : Obús 105 mm M101/M2A1
- Calibre : 105 mm
- Peso de la munición : 14,97 kg
- Alcance máximo : 11.430 m
- Cadencia de disparo : 15 disparos/min
- Elevación : de -5° a 65°
- Rotación : 46°
- Peso : 2.260 kg
- Longitud : 5,94 m

## Usuarios
- Estados Unidos
- Alemania
- Argentina
- Australia
- Austria
- Baréin
- Bangladés
- Bélgica
- Benín
- Birmania
- Bolivia
- Bosnia y Herzegovina
- Brasil
- Burkina Faso
- Camerún
- Canadá
- Chile
- Colombia
- Corea del Sur
- Croacia
- Ecuador
- El Salvador
- España
- Filipinas
- Francia
- Grecia
- Guatemala
- Indonesia
- Irán
- Japón
- Líbano
- Lituania
- Marruecos
- México
- Nueva Zelanda
- Nicaragua
- Pakistán
- Paraguay
- Perú
- Portugal
- República Dominicana
- Macedonia del Norte
- Senegal
- Serbia
- Tailandia
- Taiwán
- Togo
- Turquía
- Uruguay
- Venezuela
- Vietnam del Sur
- Vietnam
- Yugoslavia

### Listas relacionadas
- Anexo:Materiales históricos del Ejército de Tierra de España desde la posguerra